# Омск-пригород
Омск-пригород — российская пассажирская компания.

## Описание
Структурное подразделение ОАО «Российские железные дороги». Занимается обслуживанием и организацией маршрутов пригородных поездов на территории субъекта России Омской области и Западно-Сибирской железной дороги (некоторые участки относятся к Свердловской и Южно-Уральской железным дорогам). Перевозки пассажиров организованы на территории десяти муниципальных образований области со статусом районов по четырём направлениям: на Татарскую, Исилькуль, Называевскую, Иртышское. Основное и наиболее популярное направление — на Исилкуль. Пассажиропоток за год превышает порог в три миллиона человек. В общей сложности насчитывается 13 маршрутов (по официальным данным региона) или 48. Владельцы акций — холдинг РЖД и правительство региона в соотношении 51/49%. Подвижной состав — 19 составов электричек. В общей сложности 28 зданий вокзалов и павильонов для пассажиров, 175 пассажирских платформ (большинство железобетонные), 91 остановочный пункт. Объект инвестиций правительства региона, ведёт продажу билетов.

## История
Создана в 2003 году при участии РЖД и Омской области с целью обслуживания пассажиров, удовлетворения потребностей населения по спросу движения, обеспечения отсутствия проезда без билетов, первоначальный капитал — 100 тысяч рублей. Заказчик оказываемых компанией услуг — Правительство Омской области. Дата создания — 1 июля, согласно соответствующим приказам и распоряжениям начальника филиала, на территории которого компания осуществляет свою деятельность, и областного губернатора.
Уровня рентабельности впервые достигла в 2004 году: тогда же было построено здание вокзала в пригороде, запущены скоростные электропоезда.
В 2007 году компания получила в собственность здание вокзала и семь электропоездов трёх различных серий. Тем самым стала первой осуществляющей пригородные перевозки компанией, наделённой имуществом.